# Emil Huning
Emil Huning (* 2. Februar 1877 in Hannover; † 21. Dezember 1938 in Berlin) war ein deutscher Marineoffizier und Autor. Er ist in Kürschners deutschem Literatur-Kalender aufgelistet.

## Leben
Am 22. April 1894 trat Huning als Seekadett (Crew 1894) in die Kaiserliche Marine ein und absolvierte einen Teil seiner Ausbildung auf der Stosch und der Moltke. Bis 1900 erfolgte seine Beförderung zum Leutnant zur See. Bis 1902 wurde er zum Oberleutnant zur See und bis 1905 zum Kapitänleutnant ernannt. 1907 wirkte er als II. Artillerieoffizier auf der Zähringen. Danach erreichte am 5. September 1911 den Rang eines Korvettenkapitäns unter gleichzeitiger Verwendung als Lehrer an der Marineschule. Auch wirkte er 1911 noch als Navigationsoffizier auf der Schlesien. 1911 erfolgte auch noch seine Versetzung zur Verfügung des Chefs der Marinestation der Nordsee wegen einer Erkrankung. Von dort aus wurde er als Erster Offizier der Stosch verwendet, wurde aber schon früh wegen Nervosität abkommandiert. Im Juli 1912 erfolgte eine Verwendung als Erster Offizier auf der Vineta, die er wieder wegen Nervosität verließ. Sein Vorgesetzter auf der Vineta, Karl Sievers, urteilte über ihn:
Praktische Erfahrung fehlt. Unsicher und ungleichmäßig in der Handhabung der Disziplinarstrafgewalt. Ich glaube nicht, dass er später seedienstfähig wird. Seine gute theoretische Begabung, Fleiß und Eifer lassen ihn für Landstellen, auch als Lehrer geeignet erscheinen.
Ab 1913 bis nach Ausbruch des Ersten Weltkrieges diente Huning bis Dezember 1916 als Artillerieoffizier vom Platz und Vorstand der Artillerie- und Minendepots in Cuxhaven. Bis Ende des Krieges wirkte er in der Presseabteilung beim Admiralstab der Marine. Dort erfolgte am 26. April 1917 seine Beförderung zum Fregattenkapitän. 1918 wirkte Huning noch im Marine-Archiv unter Eberhard von Mantey an der Bearbeitung und Darstellung von Auslandskreuzern, wurde aber wegen der bevorstehenden Personalreduzierung an der Marinestation der Nordsee zur Entlassung vorgeschlagen. Eberhard von Mantey schlug noch eine Verlängerung und weitere Anstellung von Huning in der Marine vor, die Entscheidung fiel aber nach einem Personalgespräch auf eine Entlassung aus. Am 7. November 1919 schied er somit aus der Reichsmarine aus.
Im Ruhestand zeigte er sich als überzeugte Anhänger von Alfred von Tirpitz, was ihm als quasireligiöse Verehrung angeprangert wurde.

## Werke
- Die neue Marineschule in Flensburg-Mürwik. In Marine-Rundschau, 1911
- Die Entwicklung der Schiffs- u. Küstenartillerie bis zur Gegenwart. Göschen, 1912
- Über den U-Boot-Krieg. Vortrag, Kriegspresseamt, 1917
- Tirpitz, der „Reichsverderber“. H.W.C. Graef, 1919
- Mitarbeit an Der grosse Krieg 1914-1918 in zehn Bänden. 1922
- Mitarbeit an Der Weltkampf um Ehre und Recht. Max Schwarte, 1927